# Robert De Man
Robert Damiaan De Man, né le 7 août 1900 à Buggenhout et décédé le 13 janvier 1978 à Roulers fut un homme politique belge, membre du CVP.
De Man fut instituteur, issu de l'École normale de Saint-Nicolas. D'abord propagandiste à Anvers, Hemiksem et Termonde (1921-22), il devint rédacteur puis directeur du journal De Tijd (1922-), secrétaire communal de Roulers (1928-1951), administrateur du Standaard.
Il fut élu député de l'arrondissement d'Ypres (1932-1946), sénateur de l'arrondissement de Courtrai-Ypres (1946-1954), puis de l'arrondissement de Roulers-Tielt (1954-1968); conseiller communal (1958-), échevin (1959-65), bourgmestre (1965-) de Roulers, ministre de la Reconstruction (gouvernement Spaak III, gouvernement Spaak IV).